# Taeniura meyeni
Taeniura meyeni là một loài cá đuối trong họ Dasyatidae, được tìm thấy trên khắp khu vực gần bờ Ấn Độ Dương-Thái Bình Dương nhiệt đới, cũng như các đảo ngoài khơi phía đông Thái Bình Dương. Nó là sinh sống ở đáy của đầm, cửa sông và rạn, thường ở độ sâu 20-60 mét. Với chiều ngang 1,8 mét, loài cá đuối lớn này có đặc trưng bởi một đĩa vây ngực dày, tròn được bao phủ bởi các ống lao nhỏ ở trên và tương đối đuôi ngắn mang nếp gấp vây bụng sâu. Ngoài ra, nó có một kiểu đốm sáng tối khác nhau nhưng đặc biệt ở bề mặt trên, và đuôi màu đen.